# 王林 (1915年)
王林（1915年1月—2004年4月28日），曾用名王绍陵，化名老戴，男，直隶（今河北）唐山人。曾任中华人民共和国水利电力部副部长。

## 生平
青年时期在京、津、唐等地参加学生运动及工人运动。1933年春加入中国共产主义青年团。同年转党。1934年参加全国总工会华北办事处训练班学习并工作。1934年7月，担任河北省委委员、秘书长。1935年6月，任北方局（当时与河北省委为同一机关）秘书长。参与负责党内刊物《火线》的转送及提供稿件、印刷，兼做交通联络工作。1936年3月在天津负责接待来自延安的刘少奇。1936年4月任北方局委员。1936年6月奉调延安，任中共中央白区工作部秘书。携带一批图书到延安，很大程度满足了毛泽东的读书需求。后来在1965年毛泽东在一次谈话中说：“（长征时期与到达陕北初期读书）最困难的时候，王林同志给我带来了好些书。”
1937年11月，任中共中央组织部机要交通科科长。主要负责接待、安排全国各地到延安的青年学生及进步人士的学习和工作。1939年9月，任中共中央出版发行部副部长。主要负责马列主义、毛泽东著作的出版发行和印刷工作，还从白区为中央和领导同志搜集书籍和资料。1941年12月，任中共中央农村工作委员会（即中央交通局）处长。1945年4月至6月作为中直、军直代表团成员参加中共七大。
1945年10月任冀东十三地委财经办事处主任。1947年6月任冀东第13专区副专员。1948年1月任冀东第十三专区专员。1948年5月至9月兼任华北联合行政委员会候补委员。1948年12月唐山市解放，任唐山市委委员、唐山市工矿业管理委员会主任、开滦矿务局党委书记、开滦矿务局军管代表。1949年8月至1950年任唐山市委委员，负责开滦煤矿，协调劳资关系，采取措施保障矿工生活，使矿区很快恢复生产。
1950年8月任中央人民政府燃料工业部办公厅主任。1954年8月，任燃料工业部副部长、党组成员。1955年9月，任电力工业部副部长、党组成员。1958年2月，任水利电力部副部长、党组成员。1958年年7月，任中共陕西省委书记处书记。1960年9月，任中共中央西北局候补书记、经济委员会主任。1965年7月，任中共中央西北局书记、经济委员会主任。1966年，任西北局三线建设委员会副主任、国防工业领导小组组长。文化大革命期间受到迫害，1973年，任第三机械工业部西安红旗机械厂党委书记兼革委会主任。1976年9月，任中共陕西省委书记兼西安市委第一书记、西安市革委会主任。
1979年2月，任水利电力部副部长；同年改任电力工业部第一副部长。1980年8月，任国家能源委员会副主任。1982年12月，任国务院上海经济区规划办公室主任，兼长江口及太湖流域综合治理领导组长、华东电网领导组长和华东铁路建设协调组长。1987年，当选中央顾问委员会委员。1997年5月，离职。
2004年4月28日在北京逝世，享年90岁。